# 拉维斯瓦尔德尔佩内德斯
拉维斯瓦尔德尔佩内德斯，是西班牙加泰罗尼亚塔拉戈纳省的一个市镇。总面积33平方公里，总人口2182人（2001年），人口密度66人/平方公里。